# Сент-Антонен (Приморские Альпы)
Сент-Антоне́н (фр. Saint-Antonin) — коммуна на юго-востоке Франции в регионе Прованс — Альпы — Лазурный берег, департамент Приморские Альпы, округ Ницца, кантон Ванс. До марта 2015 года коммуна административно входила в состав упразднённого кантона Пюже-Тенье (округ Ницца).
Площадь коммуны — 6,44 км², население — 104 человека (2006) с выраженной тенденцией к росту: 118 человек (2012), плотность населения — 18,3 чел/км².

## Население
Население коммуны в 2011 году составляло 113 человек, а в 2012 году — 118 человек.
| 1962 | 1968 | 1975 | 1982 | 1990 | 1999 | 2006 | 2011 | 2012 |
| ---- | ---- | ---- | ---- | ---- | ---- | ---- | ---- | ---- |
| 36   | 44   | 43   | 54   | 55   | 78   | 104  | 113  | 118  |

Динамика численности населения:

## Экономика
В 2010 году из 68 человек трудоспособного возраста (от 15 до 64 лет) 37 были экономически активными, 31 — неактивными (показатель активности 54,4 %, в 1999 году — 66,0 %). Из 37 активных трудоспособных жителей работали 28 человек (14 мужчин и 14 женщин), 9 числились безработными (4 мужчины и 5 женщин). Среди 31 трудоспособных неактивных граждан 6 были учениками либо студентами, 19 — пенсионерами, а ещё 6 — были неактивны в силу других причин.